# ينس جوناس يانسن
ينس جوناس يانسن (بالنرويجية: Jens Jonas Jansen)‏ (و. 1844 – 1912 م) هو قسيس، ومترجم نرويجي، توفي عن عمر يناهز 68 عاماً.